# Qualificazioni al campionato europeo maschile di calcio 2024 - Gruppo B
Il gruppo B delle qualificazioni al campionato europeo di calcio 2024 è composto da cinque squadre: Paesi Bassi, Francia, Irlanda, Grecia e Gibilterra. La composizione dei gruppi di qualificazione è stata sorteggiata il 9 ottobre 2022.

## Classifica
| Squadra     | Pt | G | V | N | P | GF | GS | DR  |
| ----------- | -- | - | - | - | - | -- | -- | --- |
| Francia     | 22 | 8 | 7 | 1 | 0 | 29 | 3  | +26 |
| Paesi Bassi | 18 | 8 | 6 | 0 | 2 | 17 | 7  | +10 |
| Grecia      | 13 | 8 | 4 | 1 | 3 | 14 | 8  | +6  |
| Irlanda     | 6  | 8 | 2 | 0 | 6 | 9  | 10 | -1  |
| Gibilterra  | 0  | 8 | 0 | 0 | 8 | 0  | 41 | -41 |

## Risultati

### Prima giornata
| Arbitro: | Maurizio Mariani |

|                                           |           |  |
| Griezmann 2’ Upamecano 8’ Mbappé 21’, 88’ | Marcatori |  |

| Arbitro: | Rohit Saggi |

|  |           |                                       |
|  | Marcatori | 11’ Masouras 45’ Siōpīs 58’ Bakasetas |

### Seconda giornata
| Arbitro: | Morten Krogh |

|                        |           |  |
| Depay 23’ Aké 50’, 82’ | Marcatori |  |

| Arbitro: | Artur Soares Dias |

|  |           |            |
|  | Marcatori | 50’ Pavard |

### Terza giornata
| Arbitro: | Yevgen Aranovskyi |

|  |           |                                                  |
|  | Marcatori | 3’ Giroud 45+3’ (rig.) Mbappé 78’ (aut.) Mouelhi |

| Arbitro: | Harald Lechner |

|                                   |           |             |
| Bakasetas 15’ (rig.) Masouras 49’ | Marcatori | 27’ Collins |

### Quarta giornata
| Arbitro: | Antonio Mateu Lahoz |

|                   |           |  |
| Mbappé 55’ (rig.) | Marcatori |  |

| Arbitro: | Marian Alexandru Barbu |

|                                      |           |  |
| Johnston 52’ Ferguson 59’ Idah 90+2’ | Marcatori |  |

### Quinta giornata
| Arbitro: | Urs Schnyder |

|                           |           |  |
| Tchouaméni 19’ Thuram 48’ | Marcatori |  |

| Arbitro: | Michael Oliver |

|                                    |           |  |
| De Roon 17’ Gakpo 31’ Weghorst 39’ | Marcatori |  |

### Sesta giornata
| Arbitro: | Manfredas Lukjančukas |

|                                                   |           |  |
| Pelkas 9’ Mavropanos 23’, 83’ Masouras 70’, 90+1’ | Marcatori |  |

| Arbitro: | Irfan Peljto |

|                |           |                               |
| Idah 5’ (rig.) | Marcatori | 19’ (rig.) Gakpo 56’ Weghorst |

### Settima giornata
| Arbitro: | Felix Zwayer |

|             |           |                |
| Hartman 83’ | Marcatori | 7’, 53’ Mbappé |

| Arbitro: | Glenn Nyberg |

|  |           |                                |
|  | Marcatori | 20’ Giakoumakīs 45+4’ Masouras |

### Ottava giornata
| Arbitro: | Christian-Petru Ciochirca |

|  |           |                                                   |
|  | Marcatori | 8’ Ferguson 28’ Johnston 60’ Doherty 80’ Robinson |

| Arbitro: | Alejandro Hernández Hernández |

|  |           |                       |
|  | Marcatori | 90+3’ (rig.) Van Dijk |

### Nona giornata
| Arbitro: | John Brooks |

| |           |  |
| Santos 3’ (aut.) M. Thuram 4’ Zaïre-Emery 16’ Mbappé 30’ (rig.), 74’, 82’ Clauss 34’ Coman 36’, 65’ Fofana 37’ Rabiot 63’ Dembélé 73’ Giroud 89’, 90+1’ | Marcatori |  |

| Arbitro: | Marco Di Bello |

|              |           |  |
| Weghorst 12’ | Marcatori |  |

### Decima giornata
| Arbitro: | Arda Kardeşler |

|  |           |                                                            |
|  | Marcatori | 10’, 50’, 62’ Stengs 23’ Wieffer 38’ Koopmeiners 81’ Gakpo |

| Arbitro: | Daniel Siebert |

|                             |           |                           |
| Bakasetas 56’ Iōannidīs 61’ | Marcatori | 42’ Kolo Muani 74’ Fofana |

## Classifica marcatori
9 reti
- Kylian Mbappé (3 rigori)

5 reti
- Giōrgos Masouras

3 reti
- Olivier Giroud
- Anastasios Bakasetas (1 rigore)

- Cody Gakpo (1 rigore)
- Calvin Stengs

- Wout Weghorst

2 reti
- Kingsley Coman
- Youssouf Fofana
- Marcus Thuram

- Kōnstantinos Mavropanos
- Nathan Aké
- Evan Ferguson

- Adam Idah (1 rigore)
- Michael Johnston

1 rete
- Jonathan Clauss
- Ousmane Dembélé
- Antoine Griezmann
- Randal Kolo Muani
- Benjamin Pavard
- Adrien Rabiot
- Aurélien Tchouaméni
- Dayot Upamecano

- Warren Zaïre-Emery
- Giōrgos Giakoumakīs
- Fōtīs Iōannidīs
- Dīmītrios Pelkas
- Manōlīs Siōpīs
- Memphis Depay
- Marten de Roon
- Quilindschy Hartman

- Teun Koopmeiners
- Virgil van Dijk (1 rigore)
- Mats Wieffer
- Nathan Collins
- Matt Doherty
- Callum Robinson

Autoreti
- Aymen Mouelhi (1, pro  Francia)

- Ethan Santos (1, pro  Francia)